# Markthalle Piney (Aube)

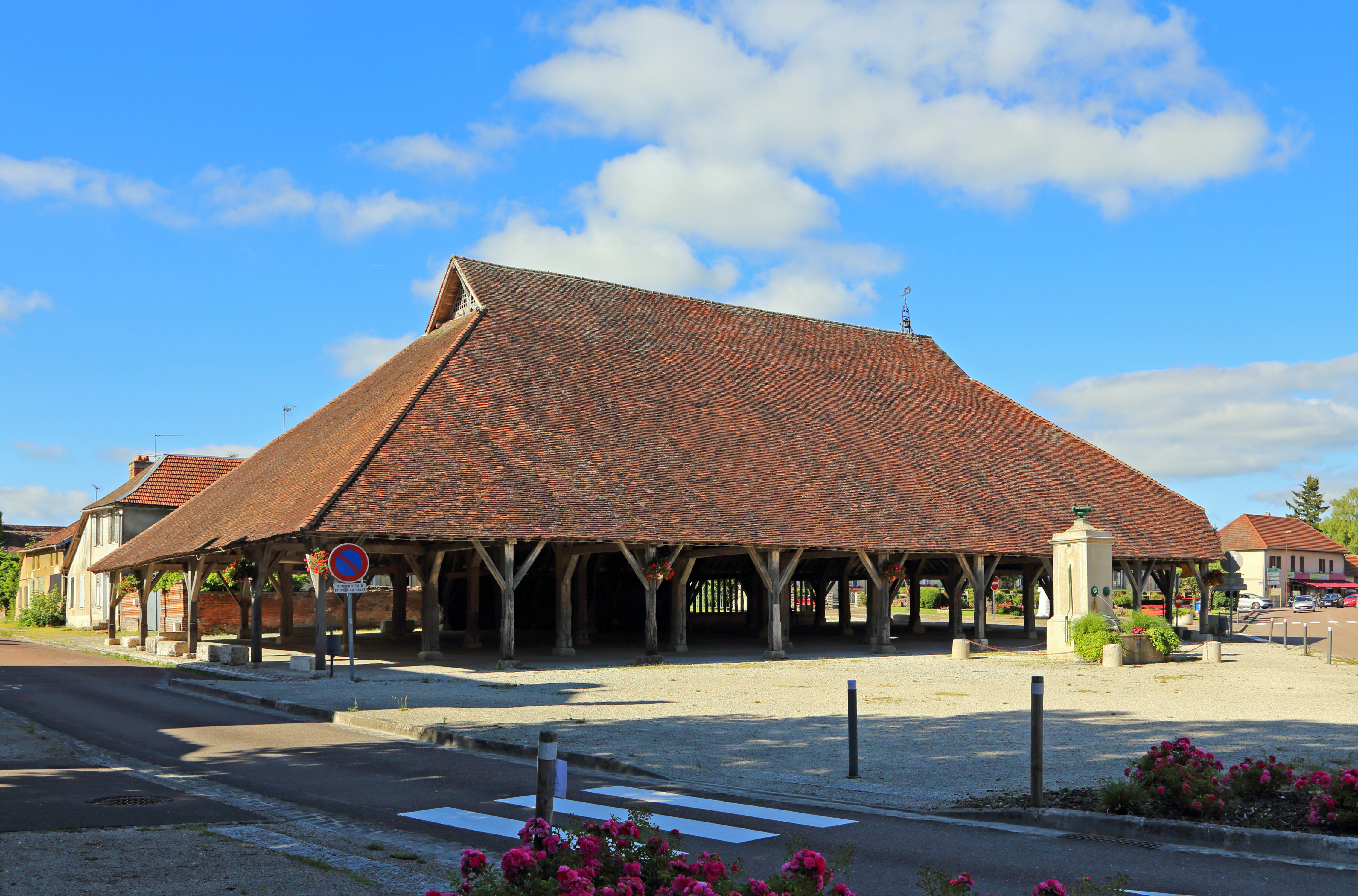
Markthalle in Piney

Die Markthalle in Piney, einer französischen Gemeinde im Département Aube in der Region Grand Est, wurde im 16. Jahrhundert errichtet. Die Markthalle steht seit 1972 als Monument historique auf der Liste der Baudenkmäler in Frankreich.
Das Gebäude besteht aus einer offenen Holzkonstruktion mit einem Satteldach.